# Sherman (Illinois)
Sherman é uma vila localizada no estado americano de Illinois, no Condado de Sangamon.

## Demografia
Segundo o censo americano de 2000, a sua população era de 2871 habitantes.
Em 2006, foi estimada uma população de 3597, um aumento de 726 (25.3%).

## Geografia
De acordo com o United States Census Bureau tem uma área de
8,1 km², dos quais 8,0 km² cobertos por terra e 0,1 km² cobertos por água.

## Localidades na vizinhança
O diagrama seguinte representa as localidades num raio de 12 km ao redor de Sherman.